# Orochi (rapper)
Flávio Cesar Costa de Castro (São Gonçalo, 24 de março de 1999), mais conhecido como Orochi, é um rapper, cantor, compositor e empresário brasileiro.

## Biografia e carreira
Orochi começou a fazer rap profissionalmente em 2013 aos 14 anos. Sua primeira batalha no campo profissional foi no bairro, um campo de batalha em São Gonçalo, no Rio de Janeiro. Sua primeira batalha foi na edição 91 da Batalha do Tanque, onde venceu Malu na final. Continuou nas batalhas, vencendo várias edições do Tanque, até meados de 2016, quando decidiu se afastar das batalhas após uma luta contra Jhony MC, onde Jhony disse que Orochi só vencia batalhas por “panelinha”, o que deixou o MC chateado e acabou decidindo que seria melhor abandonar as batalhas por um tempo. Ele ficou conhecido por seu trabalho com o grupo de hip hop Modestiaparte. Ele é especialista no estilo trap-funk, conhecido pelos singles de sucesso "Poetas no Topo 2" e "Mainstreet". Seu nome artístico foi baseado no personagem Orochi de The King of Fighters que, quando incorporado, é o personagem mais forte do jogo.
Em 2015, Orochi ganhou o Duelo de MCs nacional, derrotando o Alves na batalha final do campeonato e dessa forma, se tornou o campeão mais novo da história do Duelo de MCs, logo vencendo o torneio com 16 anos de idade.
Ele começou a ganhar atenção depois de postar seus vídeos no Facebook, o que o transformou em uma figura viral. Ele lançou sua primeira faixa oficial em 2018, intitulada "Asterix and Obelix", que foi uma colaboração com o rapper Batz Ninja. Posteriormente, ele lançou seu próprio single "Mainstreet" no mesmo ano.
Em 1.º de julho de 2022, Orochi e outras três pessoas foram presas pela polícia na Alameda São Boaventura, no Rio de Janeiro, por porte ilegal de drogas. No carro, os PMs encontraram ecstasy, haxixe e maconha. Todos foram encaminhados para a 78ª DP no bairro Fonseca, em Niterói.
Em 10 de setembro de 2022, Orochi foi convidado do Rock in Rio, e se apresentou no palco do Espaço Favela.

## Discografia

### Álbuns de estúdio
- Celebridade (2020)
- Lobo (2021)
- Vida Cara (2023)
- Vida Cara (Deluxe) (2023)
- 442 (2024)
- Eu Odeio o Dia dos Namorados (2025)

### EPs
- Trip (2018)

### Mixtapes
- Para Todas do Job (2024)
- Mixtape Chiró (2025)

## Prêmios e indicações
| Ano  | Prêmio                | Categoria      | Indicação | Resultado | Ref.   |
| ---- | --------------------- | -------------- | --------- | --------- | ------ |
| 2022 | MTV Millennial Awards | Feat. Nacional | "Trip"    | Indicado  | [ 13 ] |
| 2022 | MTV Millennial Awards | Trap na Cena   | Orochi    | Indicado  | [ 13 ] |